# Acanthobrama tricolor
Acanthobrama tricolor is een  straalvinnige vissensoort uit de familie van eigenlijke karpers (Cyprinidae). De wetenschappelijke naam van de soort is voor het eerst geldig gepubliceerd in 1883 door Lortet.